# Sinj
Sinj este un oraș în cantonul Split-Dalmația, Croația, având o populație de 24.826 de locuitori (2011).

## Demografie
Componența etnică a orașului Sinj
     Croați (98,88%)
     Necunoscut (0,18%)
     Neclasificat (0,8%)
Componența confesională a orașului Sinj
     Catolici (96,31%)
     Fără religie și atei (1,53%)
     Necunoscută (0,97%)
     Alte religii (1,18%)
Conform recensământului din 2011, orașul Sinj avea 24.826 de locuitori. Din punct de vedere etnic, majoritatea locuitorilor (98,88%) erau croați. Apartenența etnică nu este cunoscută în cazul a 0,18% din locuitori. Din punct de vedere confesional, majoritatea locuitorilor (96,31%) erau catolici, cu o minoritate de persoane fără religie și atei (1,53%). Pentru 0,97% din locuitori nu este cunoscută apartenența confesională.